# Escándalo de datos de Facebook-Cambridge Analytica

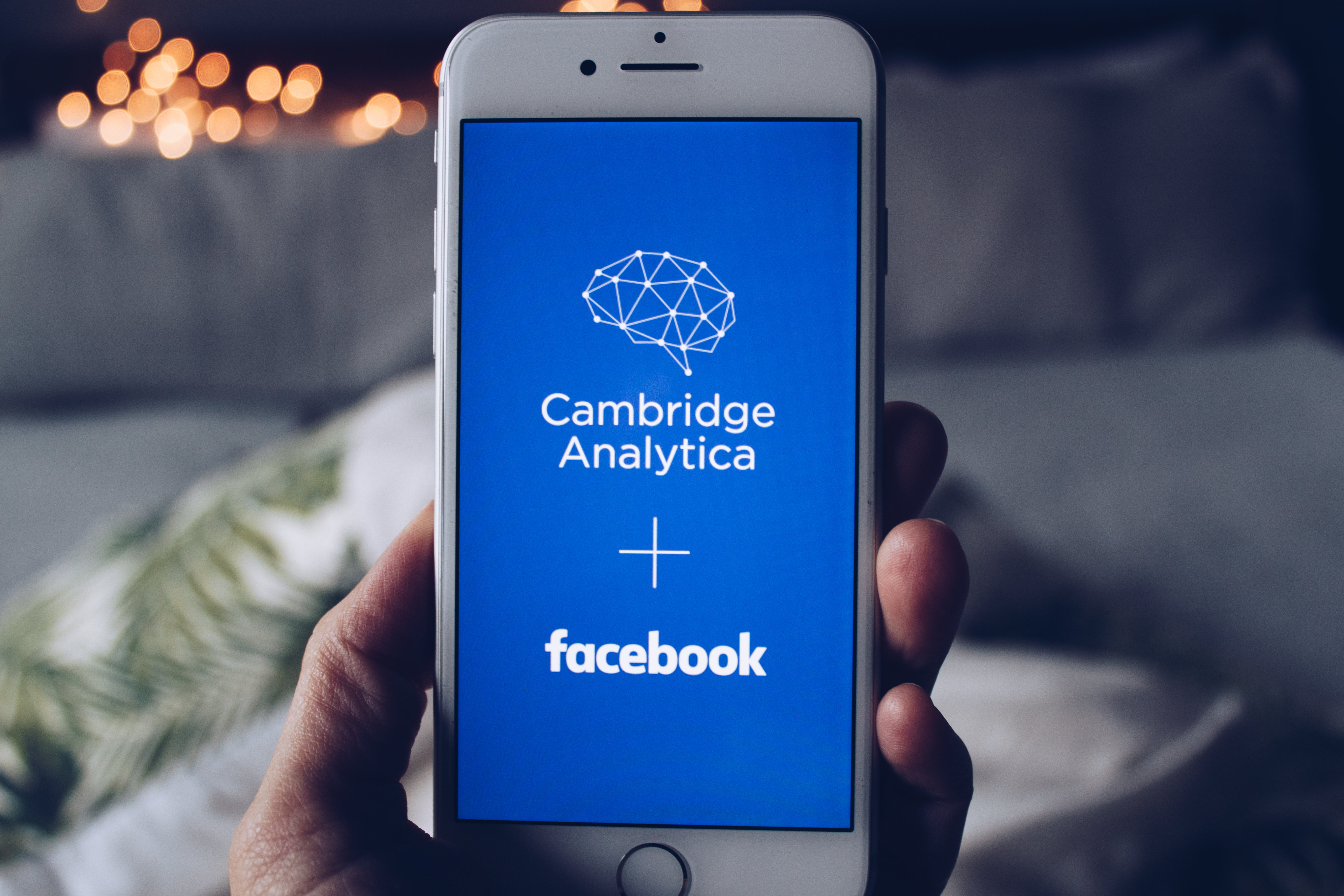
Cambridge Analytica y Facebook

En la década de 2010, la consultora británica Cambridge Analytica recopiló datos de millones de usuarios de Facebook sin su consentimiento informado, principalmente para utilizarlos con un fin de propaganda política.
Los datos se obtuvieron por medio de una aplicación llamada This Is Your Digital Life («Esta es tu vida digital»), desarrollada por el informático Aleksandr Kogan y su empresa Global Science Research en 2013. La aplicación consistía en una serie de preguntas para elaborar perfiles psicológicos de usuarios, y recabó los datos personales de los contactos de sus usuarios mediante la plataforma Open Graph de Facebook.
La aplicación recopiló datos de hasta 87 millones de perfiles de Facebook, y Cambridge Analytica los utilizó para proporcionar asistencia analítica a las campañas de Ted Cruz y Donald Trump para las elecciones presidenciales de 2016. Cambridge Analytica también fue acusada de interferir en el referéndum del Brexit, si bien la investigación oficial reconoció que la empresa no intervino «más allá de ciertas indagaciones iniciales» y que no se habían producido «infracciones significativas».
La información sobre el mal uso de los datos se conoció gracias a Christopher Wylie, antiguo empleado de Cambridge Analytica, en entrevistas con The Guardian y The New York Times. En respuesta, Facebook se disculpó por su papel en la recolección de datos, y su director ejecutivo, Mark Zuckerberg, tuvo que testificar ante el Congreso de los Estados Unidos. En julio de 2019 se anunció que la Comisión Federal de Comercio imponía a Facebook una multa de 5000 millones de dólares por sus violaciones de la privacidad. En octubre de 2019, Facebook aceptó pagar una multa de 500 000 £ a la Oficina del Comisionado de Información del Reino Unido por exponer los datos de sus usuarios a un «serio riesgo de daño». En mayo de 2018, Cambridge Analytica se declaró en quiebra en EE. UU.
Otras agencias de publicidad llevan años implementado distintas formas de seguimiento psicológico, y Facebook patentó una tecnología similar en 2012. No obstante, la sinceridad de Cambridge Analytica sobre sus métodos y el calibre de sus clientes —como la campaña presidencial de Trump y la campaña a favor del Brexit— concienciaron a la opinión pública de los problemas que plantea el seguimiento psicológico, una cuestión sobre la que los estudiosos llevan años advirtiendo. El escándalo provocó un creciente interés público en la privacidad y en la influencia de los medios sociales en la política. En Twitter se hizo tendencia el movimiento «#DeleteFacebook» («Borra Facebook»).

## Resumen
Aleksandr Kogan, técnico de datos de la universidad de Cambridge, fue contratado por Cambridge Analytica, una rama del Grupo SCL, para desarrollar una aplicación llamada «This Is Your Digital Life» («Esta es tu vida digital»). Después, Cambridge Analytica organizó un proceso de consentimiento informado para investigación, gracias al cual miles de usuarios de Facebook aceptaron completar una encuesta pagada solo para uso académico. No obstante, Facebook permitió que esta aplicación recabara información personal no solo de las personas que respondieron a la encuesta, sino también de sus contactos en Facebook. De esta forma, Cambridge Analytica consiguió datos de millones de usuarios de Facebook.
El primero en denunciar la recolección de datos personales por parte de Cambridge Analytica, en diciembre de 2015, fue Harry Davies, periodista de The Guardian. Davies informó de que Cambridge Analytica trabajaba para el senador estadounidense Ted Cruz usando datos recabados de millones de cuentas de Facebook sin el consentimiento de sus titulares. Después se publicaron más informaciones: en noviembre de 2016, de McKenzie Funk para el New York Times Sunday Review, en diciembre de 2016, de Hannes Grasseger y Mikael Krogerus para la publicación suiza Das Magazin (más tarde traducido y publicado por Vice, en febrero de 2017, de Carole Cadwalladr para The Guardian, y en marzo de 2017 de Mathias Schwartz para The Intercept. Según PolitiFact, Trump pagó a Cambridge Analytica en septiembre, octubre y noviembre de 2016 por datos sobre las preferencias políticas de ciudadanos estadounidenses, durante su campaña presidencial.
La información sobre la filtración de datos tuvo su pico en marzo de 2018 al aparecer un delator, Christopher Wylie, exempleado de Cambridge Analytica. Wylie había sido la fuente anónima de un artículo de Cadwalladr publicado en The Observer en 2017, titulado The Great British Brexit Robbery («El gran robo británico del Brexit»). Cadwalladr trabajó con Wylie durante un año para convencerlo de convertirse en delator. Más tarde, Cadwalladr recurrió a Channel 4 News en el Reino Unido y a The New York Times a causa de las amenazas legales de Cambridge Analytica a The Observer y The Guardian. El cambio de nombre de Kogan a «Aleksandr Spectre», que resultó en el siniestro Dr. Spectre, añadió intriga a la historia y la hizo aún más atractiva.
The Guardian y The New York Times publicaron artículos simultáneamente el 17 de marzo de 2018, y en cuestión de pocos días, Facebook perdió más de 119 000 millones de dólares en bolsa. Políticos de EE. UU. Y el Reino Unido exigieron explicaciones del director general de Facebook, Mark Zuckerberg, y la adversa respuesta pública a la difusión en los medios de la historia le forzaron a testificar frente al Congreso de EE. UU. La columnista conservadora Meghan McCain comparó el uso de datos por parte de Cambridge Analytica y la campaña presidencial 2021 de Barack Obama, mientras que PolitiFact alegó que la campaña de Obama no usó estos datos de forma deshonesta, puesto que solo los empleó para que «sus seguidores contactaran con sus conocidos más influenciables» y no para colocar anuncios digitales altamente orientados en sitios web como Facebook.

## Características de los datos

### Cifras
Wired, The New York Times y The Observer informaron de que el conjunto de datos poseía información de 50 millones de usuarios de Facebook. Aunque Cambridge Analytica sostuvo que no había recabado más que 30 millones de perfiles de usuarios de la red social, Facebook confirmó más tarde que en realidad tenían datos potenciales de más de 87 millones de usuarios, de los que 70,6 millones eran norteamericanos. Facebook estimó que California era el estado más afectado, con 6,7 millones de usuarios, seguido de Texas con 5,6 millones y Florida con 4,3 millones. Aunque solo 270 000 personas descargaron la aplicación, se recabaron datos de 87 millones de usuarios.

### Información
Facebook envió un mensaje a los usuarios que podrían haberse visto afectados para decirles que era probable que la información incluyera su «perfil público, sus likes a páginas, cumpleaños y ciudad de residencia». Algunos de los usuarios de la aplicación le permitieron el acceso a su news feed, su línea temporal y sus mensajes. Los datos eran lo suficientemente detallados como para que Cambridge Analytica creara perfiles psicográficos de sus dueños, y también incluían las ubicaciones de esas personas. Para cada campaña política, la información de cada perfil sugería el tipo de anuncios más efectivos para persuadir a una persona, en una ubicación concreta, de asistir a un determinado evento político.

## Uso de datos

### Campaña de Ted Cruz

Campaña de Ted Cruz

En 2016, el senador estadounidense Ted Cruz contrató a Cambridge Analytica para ayudar en su campaña presidencial de 2016. La Comisión Federal de Elecciones informó de que Cruz había pagado a la empresa 5,8 millones de dólares por sus servicios. Aunque Cambridge Analytica no era muy conocida en ese momento, fue entonces cuando comenzó a crear perfiles psicográficos individuales. Estos datos se usaron después para crear anuncios a medida para cada persona y así inducirle a votar a Cruz.

### Campaña de Donald Trump

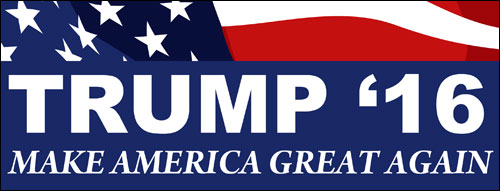
Eslogan de la campaña de Donald Trump

La Campaña presidencial de Donald Trump de 2016 utilizó los datos recopilados para elaborar perfiles psicográficos, determinando la personalidad de los usuarios según su actividad en Facebook. El equipo de la campaña utilizó esta información como técnica de microfocalización, mostrando mensajes personalizados sobre Trump a distintos votantes estadounidenses en varias plataformas digitales. Los anuncios se segmentaban en distintas categorías, sobre todo basándose en si las personas eran simpatizantes de Trump o indecisos. Como describió el director general de Cambridge Analytica, la clave era identificar los que se podía persuadir de votar por su cliente o disuadir de votar por su oponente. Los simpatizantes de Trump recibieron imágenes triunfales de él, además de información sobre los colegios electorales, mientras que por el contrario, a los indecisos se les mostraban imágenes de los más importantes simpatizantes de Trump y gráficos o ideas negativas sobre su oponente, Hillary Clinton. Por ejemplo, Make America Number 1 Super PAC utilizó específicamente los datos recopilados para atacar a Clinton por medio de anuncios que la acusaban falsamente de corrupción como forma de presentar a Trump como un mejor candidato a la presidencia.
No obstante, un antiguo empleado de Cambridge Analytica afirma que el uso de datos ilegalmente obtenidos por la campaña de Trump no ha sido probado. A la pregunta de si estaba absolutamente probado que la campaña de Trump había recurrido a los datos obtenidos ilícitamente de Facebook, Brittany Kaiser, exdirectora de desarrollo de Cambridge Analítica, respondió: «No se ha probado, porque la mayor dificultad de probar una situación como esta reside en que tienes que hacer un análisis forense de la base de datos».

### Interferencia en las elecciones de Trinidad y Tobago
En el país caribeño de Trinidad y Tobago, la mayoría de la población se subdivide en dos grupos, los de origen sudasiático y africano. Los de origen sudasiático constituyen aproximadamente el 35,4 % de la población en 2011. Son descendientes de trabajadores venidos sobre todo de India, que entraron para sustituir a los esclavos africanos liberados que se negaron a seguir trabajando en las plantaciones de azúcar. Por otro lado, los de origen africano constituyen el segundo grupo étnico más numeroso del país, aproximadamente el 34,2 % de la población se identifica como afrodescendiente en 2011.
En 2010, Cambridge Analytica diseñó una campaña denominada Do So ('Hazlo'), dirigida principalmente a tratar de aumentar la abstención de los jóvenes afrodescendientes. Esta campaña, presentada si fuera algo surgido espontáneamente en las redes, se desarrolló como un movimiento de resistencia contra la política tradicional, alentando a los jóvenes afroamericanos a no votar como forma de protesta, de modo que, al reducir su participación electoral, se favorecía al Congreso Nacional Unido (UNC), el partido que representa a la población india. La campaña Do So tuvo un impacto significativo en la reducción de la participación electoral entre los jóvenes afrodescendientes, lo que contribuyó a la victoria electoral del UNC en 2010.

### Posibles usos

#### Rusia
En 2018, el Parlamento del Reino Unido interrogó al director del grupo SCL, Alexander Nix, en una vista sobre las conexiones de Cambridge Analytica con la empresa petrolífera rusa Lukoil. Nix declaró que él no tenía vínculos con ninguna de las dos compañías, a pesar de las sospechas de que la petrolera estaba interesada en cómo se habían usado los datos de Cambridge Analytica para captar votantes estadounidenses. En ese momento, Cambridge Analytica ya se había convertido en el foco de atención político por su implicación en la campaña de Trump. Oficiales demócratas insistieron en que se investigaran las relaciones de Rusia con Cambridge Analytica. Más tarde, Christopher Wylie confirmó que Lukoil se había interesado por los datos de la empresa con fines políticos.

#### Brexit
En 2016, Cambridge Analytica fue supuestamente contratada por la campaña «Leave EU» y el Partido de la Independencia del Reino Unido para que convenciera a la gente de apoyar el Brexit. Estos rumores fueron el resultado de la filtración de correos electrónicos internos enviados entre Cambridge Analytica y el Parlamento Británico. Brittany Kaiser declaró que los sets de datos que Leave EU utilizó para crear bases de datos fueron suministrados por Cambridge Analytica. Aunque Arron Banks, cofundador de Leave.EU, negó cualquier relación con dicha empresa, más tarde declaró: «Cuando dijimos que habíamos contratado a Cambridge Analytica, quizás podríamos haber elegido mejor las palabras». La investigación oficial del Comisionado de Información del Reino Unido halló que Cambridge Analytica no estaba implicada «más allá de unas consultas iniciales», y el regulador no identificó ninguna «violación significativa» de la legislación sobre protección de datos ni de los reglamentos de privacidad o de marketing «que traspasara el límite para una acción oficial del regulador».

## Impulso de cambios legislativos
El escándalo de Cambridge Analytica tuvo un impacto significativo en la regulación de la privacidad y la protección de datos a nivel global. Como consecuencia, se implementaron leyes más estrictas para garantizar que las empresas gestionen la información personal de manera más transparente y ética. Un ejemplo clave fue el Reglamento General de Protección de Datos (GDPR) en Europa, que entró en vigor en mayo de 2018 y estableció normas más rigurosas sobre el consentimiento, el acceso y el uso de datos personales, con sanciones severas para quienes las incumplan.
En Estados Unidos, el caso impulsó la aprobación de la Ley de Privacidad del Consumidor de California (CCPA) en 2020, otorgando a los ciudadanos más derechos sobre su información personal, como conocer qué datos se recopilan y solicitar su eliminación. De manera similar, otros países, como Brasil con su Ley General de Protección de Datos (LGPD), implementaron normativas inspiradas en el GDPR para fortalecer la seguridad de la información.
Además de los cambios legislativos, las empresas tecnológicas, en especial Facebook, tomaron medidas para mejorar la privacidad de los usuarios. La red social limitó el acceso de terceros a los datos, introdujo herramientas para que las personas controlaran mejor su información y fue sancionada con una multa de 5000 millones de dólares por la Comisión Federal de Comercio de EE. UU. Asimismo, el escándalo generó un mayor escrutinio sobre el papel de las plataformas digitales en la publicidad política y la manipulación de la opinión pública, impulsando debates sobre la necesidad de regulaciones más estrictas en el ámbito electoral.
Si bien estas medidas han mejorado la protección de los datos personales, el desafío de garantizar la privacidad en un mundo digital en constante evolución sigue siendo una tarea pendiente para gobiernos y empresas.

## Documental
El documental El Gran Hackeo, también conocido como Nada es Privado, producido por Netflix examina cómo Cambridge Analytica utilizó datos personales de millones de usuarios de Facebook sin su consentimiento para influir en procesos electorales, incluyendo la campaña presidencial de Donald Trump en 2016 y el referéndum del Brexit en el Reino Unido. Destaca las implicaciones de la explotación de datos personales puede comprometer la celebración de procesos electorales libres en países democráticos, la privacidad de los usuarios y las libertades individuales.
El documental presenta entrevistas con varias figuras clave:
- Brittany Kaiser: exdirectora de desarrollo comercial de Cambridge Analytica, que decidió denunciar lo ocurrido proporcionando información interna sobre el funcionamiento de la empresa.[60]

- David Carroll: profesor de Parsons y The New School, que luchó en los tribunales para obtener una copia de sus datos personales usados por Cambridge Analytica, para ayudar a esclarecer cómo funcionaba la trama.[60]

- Carole Cadwalladr: periodista de investigación británica que destapó el escándalo.[61][62]